# 長崎電気軌道本線
本線（ほんせん）は、長崎県長崎市の住吉停留場と崇福寺停留場を結ぶ、長崎電気軌道の軌道路線である。

## 概要
長崎県ならびに西九州唯一の路面電車である長崎電気軌道の基幹となる路線で、全ての運行系統が本線を経由する。路線は一部の専用軌道区間と中島川沿岸を除き全て国道上を通り、特に起点から出島停留場までは国道206号上の併用軌道を走行する。
2024年には長崎スタジアムシティを運営するリージョナルクリエーション長崎が長崎電気軌道とパートナーシップを締結し、一部の停留場の命名権を取得。長崎スタジアムシティの最寄り停留場に行使され、旅客案内に用いられている。

## 路線データ
- 路線距離（営業キロ）：7.0 km
- 軌間：1435mm（狭軌）
- 停留場数：25（起終点含む）
- 複線区間：全線（崇福寺停留場構内を除く）
- 電化区間：全線（直流600V）

## 歴史
最初の開業は大正期のことで、長崎市における初の路面電車開通となる。当時の経路は長崎県立長崎病院（現・長崎大学病院）付近から南下して岩川町を横切り、日本国有鉄道長崎本線の真横を並走、中島川南岸に沿って現在の新地中華街停留場付近へ至るものであった。後の戦災や都市計画の影響により、当時のルートが残るのは長崎駅前 - 新地中華街間のみとなっている。
1990年には軌道敷上に長崎西洋館が開業、長崎電気軌道の子会社・ナガデンクリエイトにより2023年まで運営されていた。建物の軌道敷が通る部分は西洋館トンネルとなり、路面電車唯一のトンネルとして知られていた。
- 1915年（大正4年）11月16日：病院下 - 築町間開通[3]。病院下・坂本町・浦上駅前・井樋の口・稲佐橋通・八千代町・長崎駅前・浦五島・大波止・末広町・千馬町・築町各停留場開業。
- 1916年（大正5年）頃：浦上・寿橋各停留場開業[4]。
- 1919年（大正8年）頃：茂里町停留場（初代）開業[4]。
- 1920年（大正9年）
  - 7月9日：病院下 - 下の川間開通[5]。浜口（後に浜口町）・下の川各停留場開業。坂本町停留場廃止[6]。
  - 12月25日：築町 - 西浜町間開通[5]。西浜町停留場開業、築町停留場廃止。
- 1921年（大正10年）
  - 4月30日：西浜町 - 思案橋間開通[5]。銅座町・思案橋各停留場開業。
  - 5月23日：茂里町車庫火災により全焼。車両20両焼失[5]。被害総額28万734円[7]。
- 1922年（大正11年）頃：浦上・寿橋各停留場廃止[4]。
- 1923年（大正12年）：下の川停留場を下の川橋停留場へ、病院下停留場を病院前停留場へ改称[8][9]。
- 1927年（昭和2年）：病院前停留場を病院下停留場へ改称[8][9]。
- 1930年（昭和5年）4月：銅座町停留場を柳通停留場へ改称[9]。
- 1932年（昭和7年）3月：竹の久保通停留場開業[9]。
- 1933年（昭和8年）12月25日：下の川 - 大橋間開通[10]。松山・岡町・大橋各停留場開業。
  - この頃、長崎市立商業学校が油木地区（現在の長崎県立総合体育館付近）に移転したことから、油木方面への通学上の便利を図ることが開通の目的の一つであった[11]。
- 1934年（昭和9年）10月25日：大橋車庫が完成[10]。
- 1936年（昭和11年）9月：病院下停留場を病院前停留場へ、茂里町停留場を本社前停留場へ、浦五島町停留場を五島町停留場へ改称[8][9]。
- 1937年（昭和12年）5月24日：茂里町車庫が廃止[10]。
- 1939年（昭和14年）
  - 8月末：末広町停留場が出島岸壁前停留場に改称[9]。
  - 9月：山王神社前停留場が開業[4]。
- 1944年（昭和19年）
  - 1月：戦時下の急行運転に伴い、岡町・下の川橋・山王神社前・竹の久保通・本社前・八千代町・五島町・出島岸壁前・柳通各停留場が廃止[9][12]。
  - 10月10日：大橋車庫が火災により全焼。車両8両焼失[13]。
- 1945年（昭和20年）
  - 8月9日：長崎市への原子爆弾投下により全線不通[13]。
  - 11月25日：長崎駅前 - 西浜町間が復旧[13]。五島町停留場再開業、出島岸壁前停留場の跡地に出島停留場が開業[9]。
- 1946年（昭和21年）2月1日：浦上駅前 - 長崎駅前間が復旧[13]。
- 1947年（昭和22年）5月16日：壊滅的被害を受けた大橋 - 浦上駅前間が復旧[13]、松山町 - 浦上駅前間は病院下に迂回していた旧線を廃し、直線ルートの新線となる[14][15]。新線上に岩川町停留場開業[8][9]。
- 1950年（昭和25年）
  - 6月：駅前広場の拡張により、長崎駅前停留場を東へ36メートル移設[16][17]。
  - 9月16日：浦上方面の人口増加に伴い、大橋 - 住吉間が開通[18]。浦上車庫前・岩屋橋・長崎大学前・若葉町・昭和町通・住吉各停留場開業。
- 1953年（昭和28年）
  - 7月1日：軌道敷を闇市に占拠されていた西浜町 - 思案橋間が運行再開[18]。観光通停留場が開業。これにて全線が復旧する。
  - 8月1日：西町車庫（後の浦上車庫）が完成[19]。
- 1954年（昭和29年）2月1日：浦上駅前停留場を移設[9]。
- 1957年（昭和32年）12月19日：長崎市の都市計画により、銭座町 - 長崎駅前の経路が変更[9]。旧線上に存在した稲佐橋通・八千代町各停留場を新線上に移転し、それぞれ船蔵町・御船町各停留場へ改称[20]。
- 1961年（昭和36年）10月5日：大浦支線の線路移設により築町停留場が再度開業、代わって千馬町停留場が廃止[21][9]。
- 1966年（昭和41年）9月20日：船蔵町停留場を宝町停留場へ改称[9]。
- 1966年（昭和41年）9月20日：竹の久保通停留場を銭座町停留場へ改称[9]。
- 1968年（昭和43年）6月17日：思案橋 - 正覚寺下間開通[14]。正覚寺下停留場開業。
- 1969年（昭和44年）4月：長崎駅前停留場が再度移設[17][22]。
- 1982年（昭和57年）
  - 7月23日：長崎大水害により全線運休[23]。
  - 7月25日：運行再開[23]。
- 1998年（平成10年）
  - 5月7日：昭和町通停留場を休止し、千歳町停留場を設置。
  - 7月1日：昭和町通停留場の営業を赤迫方面のみ再開[24]。長崎駅前方面は通過となる。
- 1999年（平成11年）8月31日：7号系統廃止[25]。
- 2018年（平成30年）8月1日：以下の7停留場を改称[26][27]。
  - 長崎大学前→長崎大学
  - 浦上車庫前→浦上車庫
  - 松山町→平和公園
  - 浜口町→原爆資料館
  - 大学病院前→大学病院
  - 築町→新地中華街
  - 正覚寺下→崇福寺
- 2022年（令和4年）9月1日：西浜町・長崎駅前各停留場での乗換の取り扱いを開始[28]。4号系統の運行を朝・夕方のみの運行に減便[28]。
- 2024年（令和6年）10月1日：リージョナルクリエーション長崎による命名権取得により、銭座町停留場を「スタジアムシティノース」、宝町停留場を「スタジアムシティサウス」と命名[29]。旅客案内に使用される。

## 運行状況
1号系統が約5.5分間隔、3号系統が約6分間隔、4号系統が約20分間隔、5号系統が約8分間隔で運行されている。このほか、深夜帯に2号系統が1往復のみ運行される。

## 停留場一覧
- 全停留場が長崎県長崎市に所在。全線複線。

| 番号 | 停留場名                                      | 駅間 キロ | 営業 キロ | 系統 | 系統 | 系統 | 接続路線                                                             | 軌道     |
| ---- | --------------------------------------------- | --------- | --------- | ---- | ---- | ---- | -------------------------------------------------------------------- | -------- |
| 12   | 住吉停留場                                    | -         | 0.0       | 1    | 2    | 3    | 長崎電気軌道：赤迫支線                                               | 併用軌道 |
| 13A  | 昭和町通停留場                                | 0.2       | 0.2       | 1    | 2    | 3    |                                                                      | 併用軌道 |
| 13   | 千歳町停留場                                  | 0.1       | 0.3       | 1    | 2    | 3    |                                                                      | 併用軌道 |
| 14   | 若葉町停留場                                  | 0.2       | 0.5       | 1    | 2    | 3    |                                                                      | 併用軌道 |
| 15   | 長崎大学停留場                                | 0.3       | 0.8       | 1    | 2    | 3    |                                                                      | 併用軌道 |
| 16   | 岩屋橋停留場                                  | 0.3       | 1.1       | 1    | 2    | 3    |                                                                      | 併用軌道 |
| 17   | 浦上車庫停留場                                | 0.3       | 1.4       | 1    | 2    | 3    |                                                                      | 専用軌道 |
| 18   | 大橋停留場                                    | 0.2       | 1.6       | 1    | 2    | 3    |                                                                      | 専用軌道 |
| 19   | 平和公園停留場                                | 0.2       | 2.1       | 1    | 2    | 3    |                                                                      | 専用軌道 |
| 20   | 原爆資料館停留場                              | 0.4       | 2.5       | 1    | 2    | 3    |                                                                      | 専用軌道 |
| 21   | 大学病院停留場                                | 0.2       | 2.7       | 1    | 2    | 3    |                                                                      | 併用軌道 |
| 22   | 浦上駅前停留場                                | 0.4       | 3.1       | 1    | 2    | 3    | 九州旅客鉄道：長崎本線 ⇒ 浦上駅                                      | 併用軌道 |
| 23   | 茂里町停留場                                  | 0.2       | 3.3       | 1    | 2    | 3    |                                                                      | 併用軌道 |
| 24   | 銭座町停留場 （スタジアムシティノース停留場） | 0.3       | 3.6       | 1    | 2    | 3    |                                                                      | 併用軌道 |
| 25   | 宝町停留場 （スタジアムシティサウス停留場）   | 0.5       | 4.1       | 1    | 2    | 3    |                                                                      | 併用軌道 |
| 26   | 八千代町停留場                                | 0.2       | 4.3       | 1    | 2    | 3    |                                                                      | 併用軌道 |
| 27   | 長崎駅前停留場                                | 0.5       | 4.8       | 1    | 2    | 3    | 長崎電気軌道：桜町支線 九州旅客鉄道：西九州新幹線・長崎本線 ⇒ 長崎駅 | 併用軌道 |
| 28   | 五島町停留場                                  | 0.5       | 5.3       | 1    | 2    |      |                                                                      | 併用軌道 |
| 29   | 大波止停留場                                  | 0.2       | 5.5       | 1    | 2    |      |                                                                      | 併用軌道 |
| 30   | 出島停留場                                    | 0.3       | 5.8       | 1    | 2    |      |                                                                      | 併用軌道 |
| 31   | 新地中華街停留場                              | 0.4       | 6.2       | 1    | 2    | 5    | 長崎電気軌道：大浦支線                                               | 併用軌道 |
| 32   | 西浜町停留場                                  | 0.1       | 6.3       | 1    | 2    | 5    | 長崎電気軌道：蛍茶屋支線                                             | 併用軌道 |
| 33   | 観光通停留場                                  | 0.2       | 6.5       | 1    | 2    | 4    |                                                                      | 併用軌道 |
| 34   | 思案橋停留場                                  | 0.2       | 6.7       | 1    | 2    | 4    |                                                                      | 併用軌道 |
| 35   | 崇福寺停留場                                  | 0.3       | 7.0       | 1    | 2    | 4    |                                                                      | 併用軌道 |

### 廃止区間
1947年5日16日廃止。停留場名は廃止時点のもの。
松山町停留場 - *下の川橋停留場 - 浜口町停留場 - *浦上停留場 - 病院下停留場 - *山王神社前停留場 - 浦上駅前停留場
- *斜字体は区間廃止前に廃止された停留場。

### 廃止停留場
#廃止区間にある停留場、および廃止後に再開業した停留場を除く。
- 岡町停留場：大橋 - 松山町（現・平和公園）間[6]、1944年1月廃止[9][12]。
- 本社前停留場：竹の久保通（現・茂里町） - 井樋の口（現・銭座町）間、1944年1月廃止[9][12]。
- 寿橋停留場：稲佐橋通（現・宝町） - 八千代町間、1912年頃廃止[6]。
- 千馬町停留場：出島 - 築町（現・新地中華街）間[30]、1961年10月5日廃止[21][9]。